# 보 (집금오)
보(輔, ? ~ ?)는 전한 후기의 관료이다. ‘보’는 이름자로, 성씨는 알 수 없다.

## 행적
하평   원년(기원전 28년), 집금오에 임명되었다.

## 출전
- 반고, 《한서》권19하 백관공경표 下

| 전임 신경기? | 전한의 집금오 기원전 28년 ~ 기원전 26년? | 후임 신경기 |